# Paul-Émile Bel
Paul-Émile Bel, né le 6 février 1896 à Charenton-le-Pont et mort le 9 juillet 1932 dans le 16e arrondissement de Paris, était un footballeur français évoluant au poste de demi. 

## Biographie
Il fut sélectionné une fois en équipe de France en 1925 alors qu'il était sociétaire du CA Vitry. Cette unique sélection eut pour cadre la catastrophique Italie-France jouée à Turin le 22 mars 1925 : victoire 7-0 des Italiens. Le troisième but italien fut inscrit à la suite d'un dégagement de Bel qui rebondit sur l'ailier gauche italien Felice Levratto.

## Sources
- Guide "Football 54" de L'Équipe, p.104.
- M. Oreggia et JM et P. Cazal, L'intégrale de l'équipe de France de football (1904-1998), Paris, First édition, 1998, p. 54 et p. 403